# Sandra Day O'Connor
- Pentru alte utilizări ale acestui nume de familie, vedeți O'Connor.

Sandra Day O'Connor (n. 26 martie 1930, El Paso, Texas, SUA – d. 1 decembrie 2023, Phoenix, Arizona, SUA) a fost un magistrat american care a servit ca prima femeie în calitate de judecător asociat al Curții Supreme de Justiție a Statelor Unite ale Americii între 1981 și 2006. Datorită modului său de studiere amănunțită a fiecărui caz în parte, respectiv a vederilor sale politice moderate, Day O'Connor a fost adesea considerată ca fiind cea care a dat votul decisiv în unele din cazurile aduse în atenția Curții Supreme de Justiție. Ulterior, în anii târzii ai serviciului său, a obiectat acestui mod unilateral de a o caracteriza. 
În 2001, revista Ladies' Home Journal a cotat-o ca fiind cea de-a doua cea mai puternică femeie din Statele Unite ale Americii. În 2004 și 2005 Forbes Magazine a considerat-o ca cea de-a patra cea mai puternică femeie din Statele Unite, respectiv ca cea dea treizecișișasea cea mai puternică femeie din lume.  În lista referitoare la Statele Unite, Day O'Connor a fost precedată doar de [the]  National Security Advisor (pe atunci) Condoleezza Rice, Senatoarea de New York și fosta Primă doamnă Hillary Rodham Clinton, respectiv actuala Primă doamnă Laura Welch Bush.
Înaintea asocierii sale cu Curtea Supremă de Justiție, Sandra Day O'Connor a fost un magistrat și politician în Arizona.  A fost nominalizată pentru Curte de către președintele Ronald Reagan, confirmată de către Congres printr-un "scor" aproape perfect, de 99 - 0, servind ulterior în calitate de judecător asociat al Curții pentru o perioadă de peste douăzeci și patru de ani. În ziua de 1 iulie 2005, a anunțat intenția de a se retrage efectiv după numirea unui succesor. Magistratul Samuel Alito, nominalizat de către președintele George W. Bush la 30 octombrie 2005, pentru a o substitui, a fost confirmat de Senat printr-un vot foarte strâns, 58-42.

### Informații biografice generale
- Official Supreme Court biographies of all current justices Arhivat în 3 august 2005, la Wayback Machine. (PDF format)
- The OYEZ Project's biography by a Northwestern University law professor

### Informații adiționale
- Lucrări referitoare la Works by Sandra Day O'Connor aflate la Wikisursă

- Read Congressional Research Service (CRS) Reports regarding Justice O'Connor Arhivat în 16 martie 2009, la Wayback Machine.
- "O'Connor not bothered by delayed retirement.", Associated Press September 28, 2005.
- "Sandra Day O'Connor prepares for final days on Supreme Court.", Associated Press September 19, 2005.
- Cases in which O'Connor has been the deciding vote (July 1, 2005)
- Farewell comments from her fellow justices Arhivat în 26 septembrie 2007, la Wayback Machine. (July 1, 2005)
- Centrist justice sought 'social stability'
- Yahoo!: Sandra Day O'Connor Arhivat în 11 septembrie 2005, la Wayback Machine. directory category

| Predecesor: Potter Stewart | Associate Justice of the Supreme Court of the United States 25 septembrie 1981 – 31 ianuarie 2006 | Succesor: Samuel Alito  |
| Predecesor: Samuel Alito   | United States order of precedence în 2007                                                         | Succesor: Henry Paulson |